# Ukrajnai forgalmi rendszámok

Az EU-formátumhoz hasonló formátum ukrán bevezetése. Mind az EU, mind az ukrán formátum megfelel a közúti forgalomról szóló bécsi egyezménynek.

Ukrajna az 1991-es függetlensége óta már a negyedik rendszámtábla típust használja.
Az első rendszert 1992-ben vezették be - ez a szovjet rendszámkoncepción alapult, amelyet egy 1977-es szabvány szabályozott - és az új ukrán tartománynak megfelelő regionális kódokat már tartalmazta.
1993-ban jött a második rendszer ahol a rendszámtábla bal oldalát átalakították és a nemzeti zászló hozzáadásával rákerült az "UA" országkód.
1995-ben - a harmadik - egy teljesen új négy számjegyből álló rendszert vezetett be az ország, ahol a harmadik és a negyedik szám közötti kötőjelet kétbetűs utótaggal kombinált. Tartalmazott egy kétjegyű régiókódot is, amely a nemzeti zászló alatt található a tábla bal oldalán.
Annak érdekében, hogy a járművezetők a járművet külföldön használhassák, és hogy betarthassák a közúti forgalomról szóló bécsi egyezményt, az ukrán szokásos rendszámtáblák csak azokat a cirill betűket használják, ahol a karakterjel a római ábécé betűjéhez hasonlít így összesen 12 karaktert: A, B, E, I, K, M, H, O, P, C, T, X). 1995 előtt a "Я" karaktert is használták. Bizonyos típusú fekete háttér táblák teljesen cirill betűkkel használhatók.
A jelenlegi táblák formátuma XX-LLLL-XX mely tartalmaznak egy kétbetűs regionális előtagot, 4 számjegyet, majd egy kétbetűs soros utótagot.
Az UA nemzetközi járműnyilvántartási kód a rendszámtábla bal oldalán van a nemzeti zászló színű sávban amely címerrel is rendelkezik.
A rendszámtábla szabványos mérete: 520 mm x 112 mm.
A háromsoros motorkerékpár rendszámának mérete: 220 mm x 174 mm.
A kétsoros robogó rendszámának mérete: 140 mm és 114 mm.
A normál táblák kiadása a latin ábécé sorrendjében történik (AA, AB, AC, AE, AH, AI, AK, AM, AO, AP, AT, AX, BA, BB ...) és így tovább.
A pótkocsik rendszámai normál tábláknak tűnnek, de egy "X” betűvel van kiegészítve, és fordított sorrendben adják ki őket (XX, XT, XP, XO ...) és így tovább

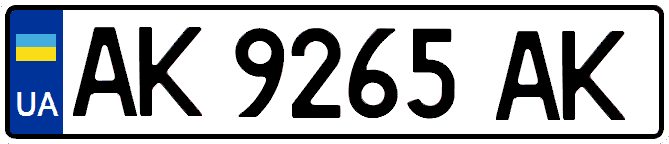
2015. óta a normál rendszám
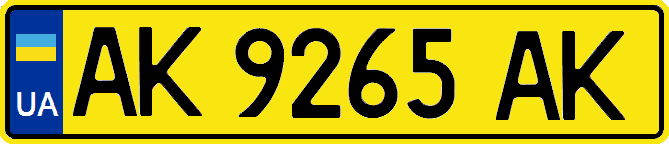
2015 óta a szállítmányozásos rendszám
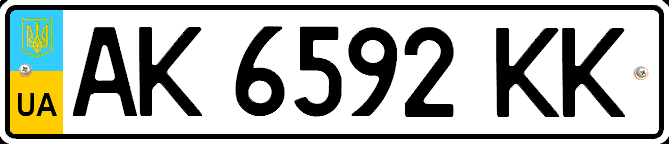
2015. előtti autó rendszám
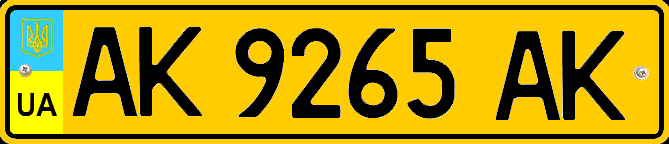
2015.előtti szállítmányozásos rendszám

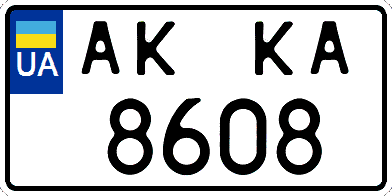
2015. óta a kétsoros robogó rendszám
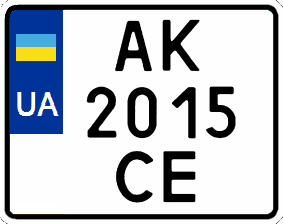
2015. óta a háromsoros motorkerékpár rendszám
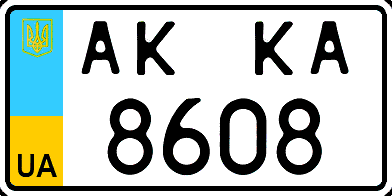
2015. előtti robogó rendszám
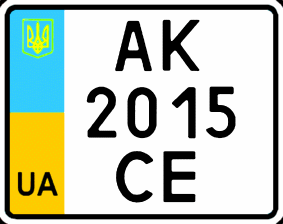
2015. előtti motorkerékpár rendszám

## Regionális kódok

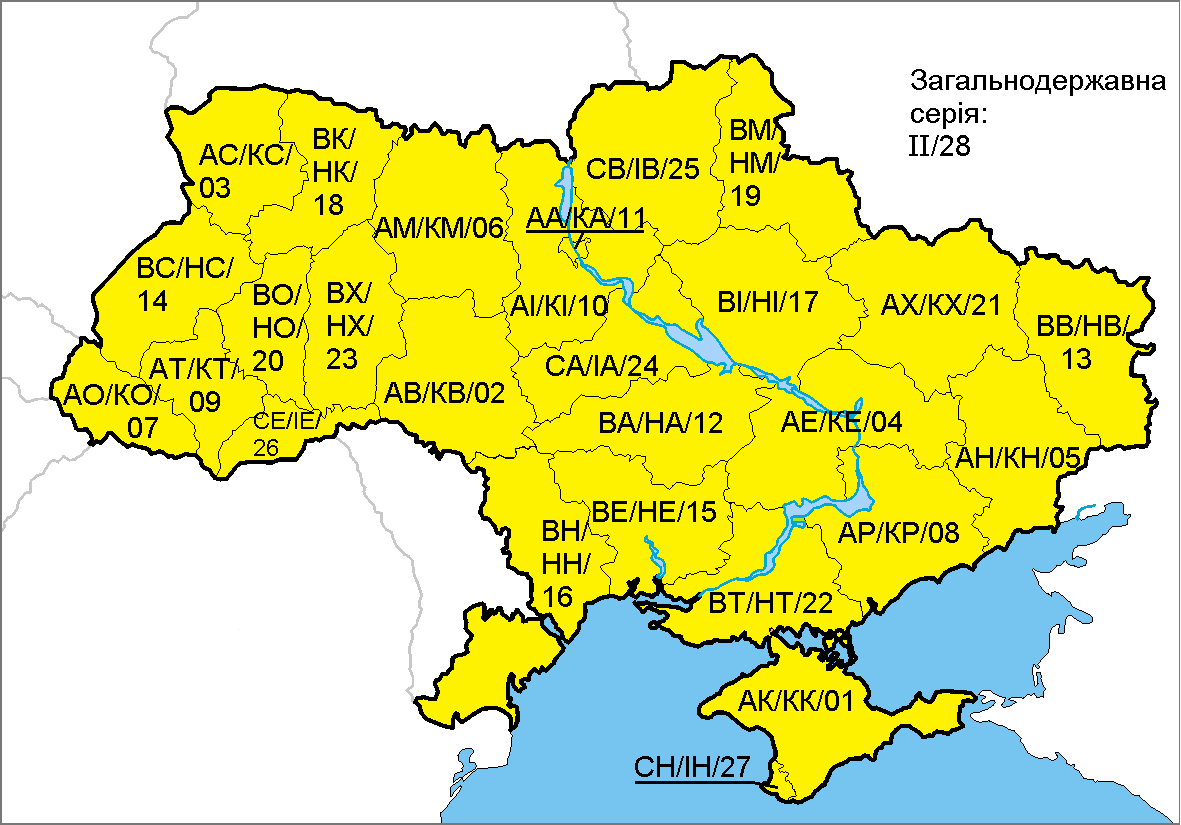
Map of registration codes

| 2004-ig | 2013-tól | Régiók                    |
| ------- | -------- | ------------------------- |
| AA      | KA       | Kijev                     |
| AB      | KB       | Vinnicjai terület         |
| AC      | KC       | Volinyi terület           |
| AE      | KE       | Dnyipropetrovszki terület |
| AH      | KH       | Donecki terület           |
| AI      | KI       | Kijevi terület            |
| AK      | KK       | Krími terület             |
| AM      | KM       | Zsitomiri terület         |
| AO      | KO       | Kárpátalja                |
| AP      | KP       | Zaporizzsjai terület      |
| AT      | KT       | Ivano-frankivszki terület |
| AX      | KX       | Harkivi terület           |
| BA      | HA       | Kirovohradi terület       |
| BB      | HB       | Luhanszki terület         |
| BC      | HC       | Lvivi terület             |
| BE      | HE       | Mikolajivi terület        |
| BH      | HH       | Odesszai terület          |
| BI      | HI       | Poltavai terület          |
| BK      | HK       | Szolyvai járás            |
| BM      | HM       | Szumi terület             |
| BO      | HO       | Ternopili terület         |
| BP      | HP       | állami                    |
| BT      | HT       | Herszoni terület          |
| BX      | HX       | Hmelnickiji terület       |
| CA      | IA       | Cserkaszi terület         |
| CB      | IB       | Csernyihivi terület       |
| CC      | IC       | katonai                   |
| CE      | IE       | Csernyivci terület        |
| CH      | IH       | Szevasztopol              |
| II      |          | országos                  |

### Egyedi rendszámok

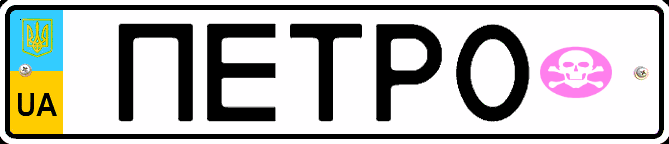
egyedi rendszám

A 2007. óta egy rendelet szerint a hármas elülső nulla kombinációval vagy az azonos számjegyű kombinációkkal (kivéve a tiltott négyszeres nullát) magán személygépkocsik számára lehetővé tettlék az egyedi/saját rendszámokat az autókra. Ennek az ára 7500 és 20000 hrivnya között van. Az igénylők bármilyen még hozzá nem rendelt utótagot választhat a jármű regisztrációjának régiójában.
| Kombináció                         | ár, hrivnya |
| ---------------------------------- | ----------- |
| 0001-0005; 0007-0009; 5555; 7777   | 20,000      |
| 1111; 2222; 3333; 4444; 8888; 9999 | 10,000      |
| 0006; 6666                         | 7,500       |

Az egyedi rendszámtáblák igénylése előtt az autót előbb ellátják egy normál rendszámmal. Tilos a két rendszámtábla egyidejű használata, valamint az egyéni rendszámmal való külföldi utazás.
Az egyedi rendszám igénylők a Cirill ábécé vagy Római számírás között választhatnak a rendszám készítésekor. A karakteken kívül az igénylők bármilyen képet kiválaszthatnak melyet a rendszám jobb oldalán helyeznek el. 
Tilos bármilyen megkülönböztető vagy sértő mondatot használni továbbá bármilyen nemzeti, nyelvi, vallási vagy nemi meghatározás. Ezenkívül tilos még az állami hivatalos hatóságok neveinek és emblémáinak viselése és a külföldi államok valamint hivatalos hatóságok neveinek és emblémáinak használata.

### Regionális kódok

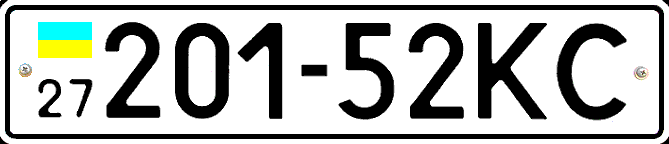
korábbi rendszámok reg.kódokkal

A jelenlegi rendszer bevezetése után a régiók számkódjait használják néhány nem szabályos rendszámtáblán is , mint például az "ideiglenes" a "miniszteri" és az "egyedi" táblákon.
| regionális számok | karakter                       | régió                     |
| ----------------- | ------------------------------ | ------------------------- |
| 01                | КО, КР, PK                     | Krími Autonóm Köztársaság |
| 02                | ВI, BT, BX                     | Vinnicjai terület         |
| 03                | ВК, ВМ, ВО                     | Volinyi terület           |
| 04                | АА, АВ, АЕ, АК, АН, AI, CM     | Dnyipropetrovszki terület |
| 05                | ЕА, ЕВ, ЕК, ЕН, ЕО, ЕС         | Donecki terület           |
| 06                | ВА, ВВ, ВЕ                     | Zsitomiri terület         |
| 07                | РТ, РЕ, РА                     | Kárpátalja                |
| 08                | НА, НЕ, НО, НР, НС             | Zaporizzsjai terület      |
| 09                | ІВ, ІС                         | Ivano-frankivszki terület |
| 10                | КК, КМ, КХ                     | Kijevi terület            |
| 11                | КА, КВ, КЕ, КН, КІ, КТ, OO, II | Kijev                     |
| 12                | ОМ, ОН, ОС                     | Kirovohradi terület       |
| 13                | АМ, АО, АР, АТ, АХ, IA         | Luhanszki terület         |
| 14                | ТА, ТВ, ТН, ТС, TO, TT         | Lvivi terület             |
| 15                | HI, НК, НТ                     | Mikolajivi terület        |
| 16                | ОА, ОВ, ОЕ, ОК                 | Odesszai terület          |
| 17                | СК, СН, СС                     | Poltavai terület          |
| 18                | РА, РВ, РО                     | Rivnei terület            |
| 19                | СА, СВ, СЕ                     | Szumi terület             |
| 20                | ТЕ, ТК, ТІ                     | Ternopili terület         |
| 21                | ХА, ХВ, ХК                     | Harkivi terület           |
| 22                | ХН, ХО                         | Herszoni terület          |
| 23                | ХМ, ХІ                         | Hmelnickiji terület       |
| 24                | МА, МВ, МЕ                     | Cserkaszi terület         |
| 25                | МК, ММ, МН                     | Csernyihivi terület       |
| 26                | МО, МР, МС                     | Csernyivci terület        |
| 27                | КС                             | Szevasztopol              |
| 28                | HH, II                         | országos                  |

### Speciális rendszámok
Diplomata rendszám

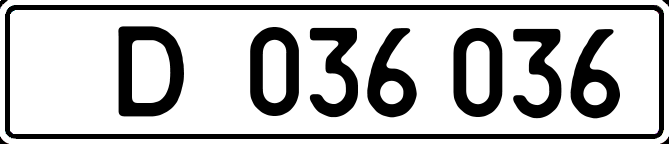
jelenlegi diplomata rendszám
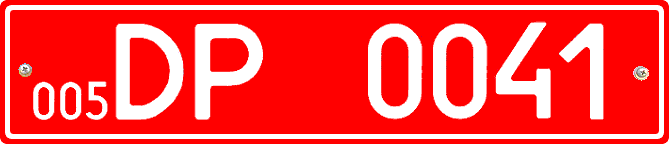
korábbi diplomata rendszám

A jelenlegi diplomáciai táblák fekete-fehérek és minden kombináció a "D" betűvel kezdődik melyet hat számjegy követ D-XXX-XXX. A "D" betűt követő első háromjegyű kód jelöli a különböző országok nagykövetségeit 001-199-ig, 200-299-ig a nemzetközi szervezeteket, 300-399-ig pedig az országos konzuli hatóságokat jelölik. A következő három számjegy a sorszám.
A korábbi diplomáciai táblák is érvényesek még, ezek színe fehér-piros volt.

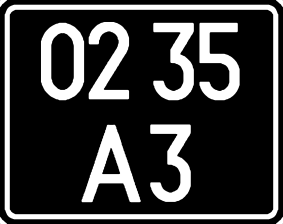
motoron elhelyezett katonai rendszám

Katonai és rendőrségi rendszámok

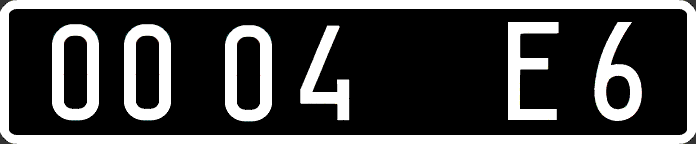
katonai rendszám
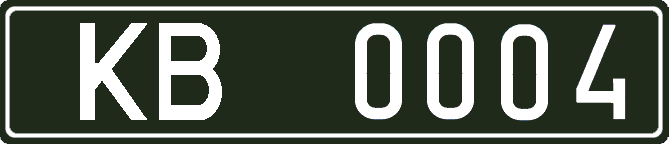
önkéntes katonai szervezet rendszáma
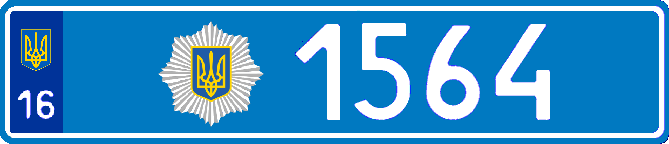
rendőrségi rendszám

A katonai rendszámok fehér alapon fekete karakterű, a rendőrségi rendszám fehér alapon kék karakterű míg az önkéntes katonai szervezeti rendszámok pedig fehér alapon sötétzöld karakterűek.